# Kartelltheorie
Unter Kartelltheorie versteht man üblicherweise die Lehre von den Wirtschaftskartellen. Da der Begriff Kartell aber nicht auf den Bereich der Wirtschaft begrenzt sein muss, sind grundsätzlich auch Theorien über nichtwirtschaftliche Kartelle denkbar. Solche bestehen bereits in Gestalt der Staatenkartelltheorie und der Lehre von den Parteienkartellen. Für die vormodernen Kartelle, die als Regelwerke für Turniere, Duelle und höfische Wettkampfspiele oder in Gestalt zwischenstaatlicher Fairnessabkommen bestanden, gab es keine wissenschaftliche Theorie. Eine solche entwickelte sich seit den 1880er Jahren für den Anwendungsbereich der Wirtschaft, getrieben von der Notwendigkeit, die massenhaft aufgekommenen Unternehmenskartelle verstehen und einordnen zu können.
Bei der wirtschaftlichen Kartelllehre kann man zwischen einer klassischen und einer modernen Phase unterscheiden, wobei die Durchsetzung eines allgemeinen Kartellverbots in der Zeit nach dem Zweiten Weltkrieg durch die Amerikaner die Zäsur zwischen beiden setzt.

## Klassische Kartelltheorie

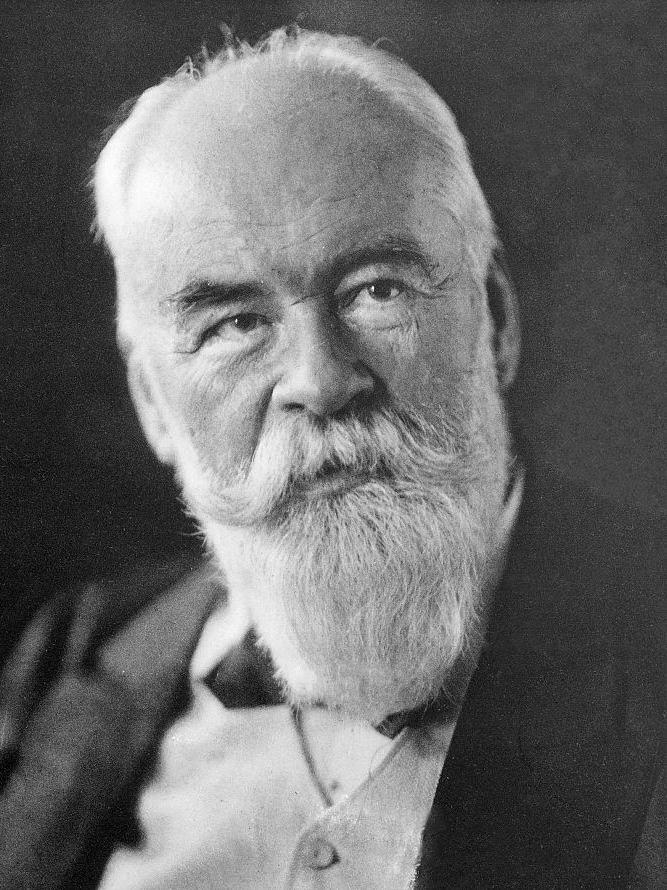
Gustav von Schmoller (1838–1917)

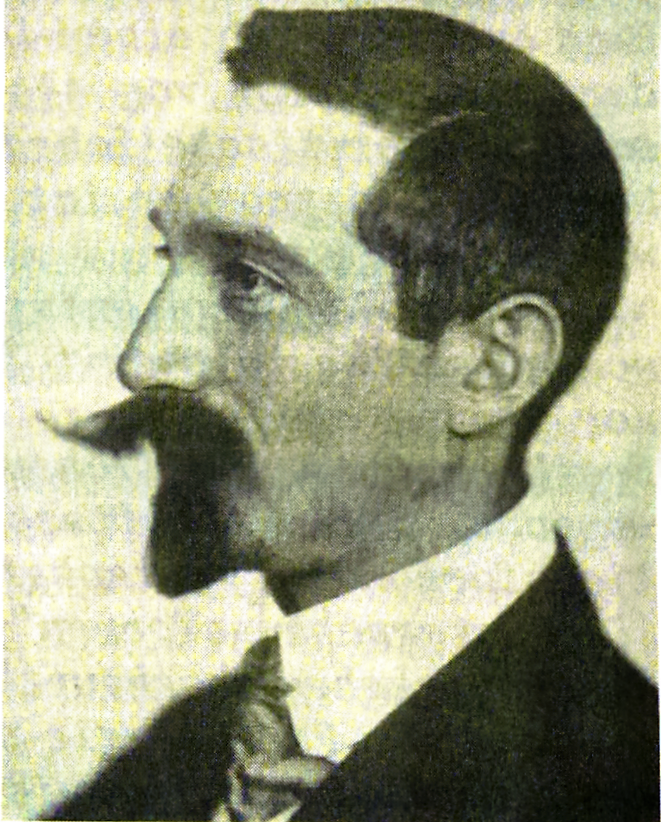
Robert Liefmann (1874–1941)

Die klassische Kartelllehre geht auf das Jahr 1883 zurück, als der österreichisch-ungarische Professor der Nationalökonomie Friedrich Kleinwächter eine Reihe von Fallstudien zum Entwurf einer Fachtheorie verdichtete. Die Kartelllehre, die auf dem markanten Grundbegriff „Kartell“ fußte, blieb über Jahrzehnte hinweg das Ergebnis vor allem der mitteleuropäischen, deutschsprachigen Wirtschaftswissenschaft. Jene Theorie war den Unternehmenskartellen wohlgesinnt und insofern konstruktiv-institutionalistisch oder organisationssoziologisch-wirtschaftswissenschaftlich angelegt. Ihren Ursprung hatte sie in der historischen Schule der Volkswirtschaftslehre. Die klassische Kartelllehre selbst durchlief drei Stadien:
- ein frühes, in Teilen naives, in welchem die „historische Schule“ stark dominierte (Gustav von Schmoller, Karl Bücher, Lujo Brentano),
- ein mittleres, das durch die Einbringung von mehr Wirtschaftstheorie geprägt war (vor allem Robert Liefmann) und
- ein spätes, das vom Eintritt in das organisierte Wirtschaften des Dritten Reiches im Anschluss an die Weltwirtschaftskrise von 1929 bis 1933 beeinflusst war (vgl. z. B. Heinz Müllensiefen).

## Theorievarianten im Ausland

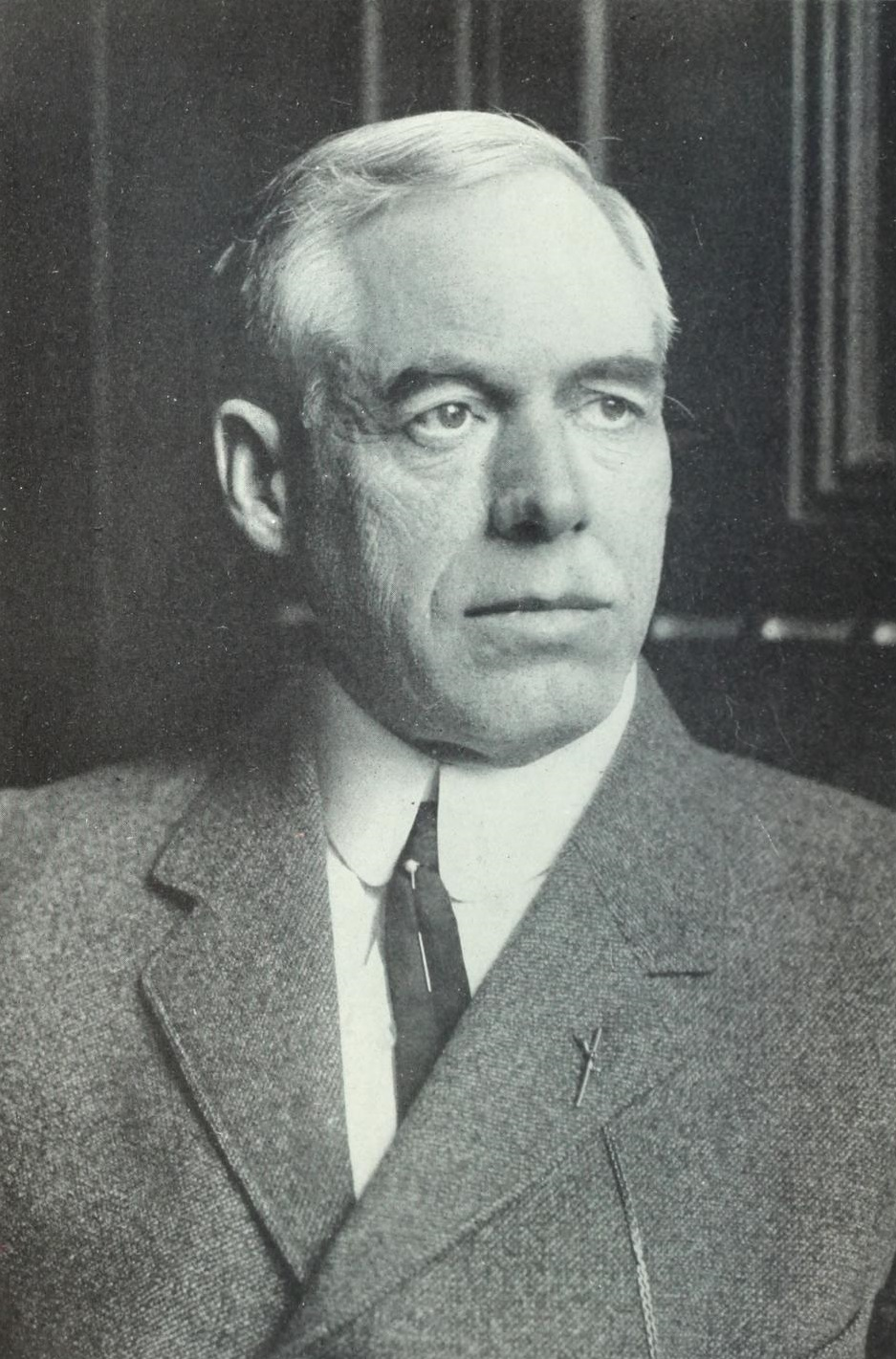
Jeremiah Jenks (1856–1929).

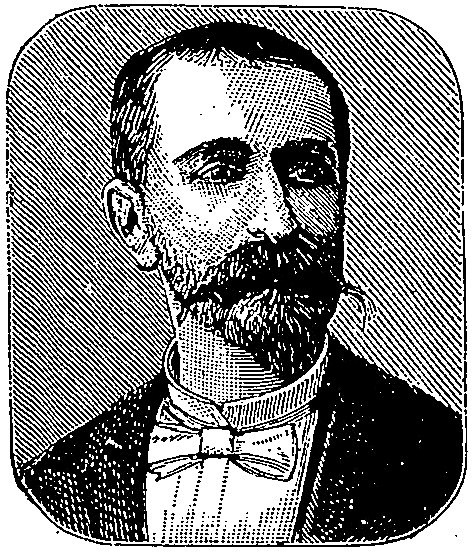
Francis Laur (1844–1934)

Im Ausland gab es mehr oder weniger ähnliche Theorien zur wirtschaftlichen Organisationsbildung. Diese Varianten bestanden bis in die 1920er Jahre hinein (in Italien bis nach 1945). Sie firmierten aber unter anderslautenden Grundbegriffen wie „syndicat“, „accaparement“, „sindacati“, „combination“ oder auch „trust“. In Frankreich waren Francis Laur und Paul de Rousiers, in Italien Francesco Vito, in den USA Jeremiah Jenks und  in Großbritannien Henry W. Macrosty wie auch David H. MacGregor maßgebliche Autoren.

## Moderne Kartelltheorie
Die sich an die klassische Kartelltheorie anschließende moderne Kartelltheorie ist im Wesentlichen amerikanischen Ursprungs (George J. Stigler in den 1940er Jahren). Sie lehnt Kartelle mehr oder weniger grundsätzlich ab und interessiert sich deshalb kaum noch für die innere Organisation der nunmehr zu bekämpfenden (und deshalb schwach institutionalisierten) realen Kartelle. Die moderne Kartelltheorie ist in der Folge stark wirtschaftstheoretisch und wirtschaftspolitisch orientiert. Die organisationssoziologischen Anteile der klassischen Kartelllehre finden in der modernen Kartelltheorie keine Fortsetzung.

## Unterschiede zwischen beiden Kartelltheorien
Die moderne Kartelltheorie weist – viel engagierter als die klassische – auf die schädlichen Folgen eines Mangels an Konkurrenz hin, der zu Überteuerung, zu Fehlallokationen von Kapital und zur Verlangsamung des technischen Fortschritts in der Wirtschaft führt. Sie hat in diesem Zusammenhang das Paradigma eines Marktversagens mit entwickelt, das es durch eine geeignete Wettbewerbspolitik zu vermeiden gilt. Andererseits werden die Nachteile ungezügelter Konkurrenz – wie unnötige Transporte von Massengütern, unnötige Werbung für reife Güter, Markenabsatzstrategien – eher in der klassischen Kartelltheorie hervorgehoben. Beide Schulen der Kartelllehre – die klassische und die moderne – entsprechen somit konfligierenden, sich gegenseitig ausschließenden wirtschaftspolitischen Konzeptionen, die beide das grundlegende Problem des unternehmerischen Wettbewerbs nicht ideal haben lösen können.
Terminologisch hat die klassische Kartelllehre sozialwissenschaftlich gehaltvolle Kartellbegriffe und -typologien hervorgebracht, die auf reale institutionelle Kriterien abstellten. Die moderne Kartelltheorie hingegen ist wesentlich normativ ausgerichtet. Ihre besonderen Begrifflichkeiten hängen vom jeweiligen Wettbewerbsgesetz, dessen Fassung von Kartellverbot und Kartellausnahmen ab (in Deutschland vom Gesetz gegen Wettbewerbsbeschränkungen).

## Kartell-Systemtheorie, allgemeine Kartelltheorie
Nach einer neueren Analyse von H. Leonhardt lässt sich die klassische Kartelltheorie (nach einer dekonstruierenden Bereinigung) als eine interdisziplinäre, sozialwissenschaftliche Systemtheorie begreifen. Abstrahiert von den konkreten Umständen der jeweiligen Konkurrenz und Konkurrenzregulierung liegt damit eine übergreifende Theorie des sozialen Systems Kartell vor. Leonhardt definiert dieses über neun Grundaussagen zu den Gegenständen Arena, Akteure, Interaktionen, Strukturen, Funktionen, Gleichgewichtsbedingung, Triebkraft, Entwicklungspfad und (System-)Umwelt: Gruppen von unabhängigen, gleichartigen Akteuren sind auf bestimmten Arenen (Aktionsfeldern) unterwegs. Ihr Egoismus führt zu Konkurrenz und Konflikt. Diese werden als störend oder bedrohlich empfunden und führen zu Absprachen über Fairnessregeln und Interessenausgleich, u. a. in Joint Ventures. Die beschlossenen Normen, Vereinbarungen und Projekte müssen durchgesetzt und überwacht werden, was akteursübergreifende Organisationen entstehen lässt – Kartelle. Die Gleichgewichtsbedingung des Systems ist die Win-Win-Konstellation: alle Mitglieder eines Zusammenschlusses wollen von diesem auch profitieren. Die Triebkraft, welche zur Kartellbildung führt und die Verbände auf einem Entwicklungspfad zu höheren Organisationsformen sukzessive verdichtet, ist die Rationalisierung. Letztere ist erst erschöpft, wenn eine arenaübergreifende Gesamt-Organisation entstanden und voll ausgebaut ist, etwa ein Trustunternehmen oder ein Weltstaat. In der Wirtschaft wird diese Tendenz durch die Wettbewerbspolitik des Staates permanent unterbunden. In den internationalen Beziehungen gibt es eine solche Instanz nicht, so dass die Weltstaatsperspektive in Kraft bleibt.